# Minninglow
Minninglow (auch Minning Low und Roystone Cairn genannt) ist eine Megalithanlage, die zu den „Derbyshire chamber Tombs“ gehört (wie Five Wells, Green Low und das zerstörte Harborough Rocks). Es liegt etwa 2 km westlich von Aldwark im Peak District in Derbyshire in England. Das Ensemble befindet sich in einer kreisrunden Anpflanzung von Buschwerk, neben alten Bäumen, bei Ballidon auf dem Minninglow Hill unweit des High Peak Trail. Minninglow wurde zwischen 1843 und 1851 von Bateman ausgegraben, der römische Münzen und Töpferwaren aus dem 3. bis 4. Jahrhundert fand. Das Monument ist unter "Historic England List ID 1009102" aufgeführt.

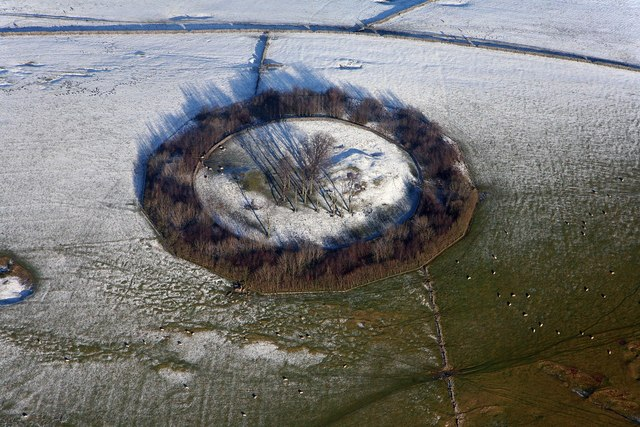
Kreisrunde Anpflanzung auf dem Hügel

Der 34 mal 44 Meter messende Cairn hat mehrere Bauphasen durchlaufen und besteht aus mindestens vier Kammern. Minninglow begann wahrscheinlich während der Jungsteinzeit als Einzelkammer mit einem kleinen Hügel aus Kalkstein. Dieser wurde später von einem Langhügel mit vier Kammern bedeckt und (vielleicht) während der Bronzezeit in einen massiven Rundhügel umgeformt. Die Stätte ist als Pastscape-Denkmal 310760 verzeichnet.

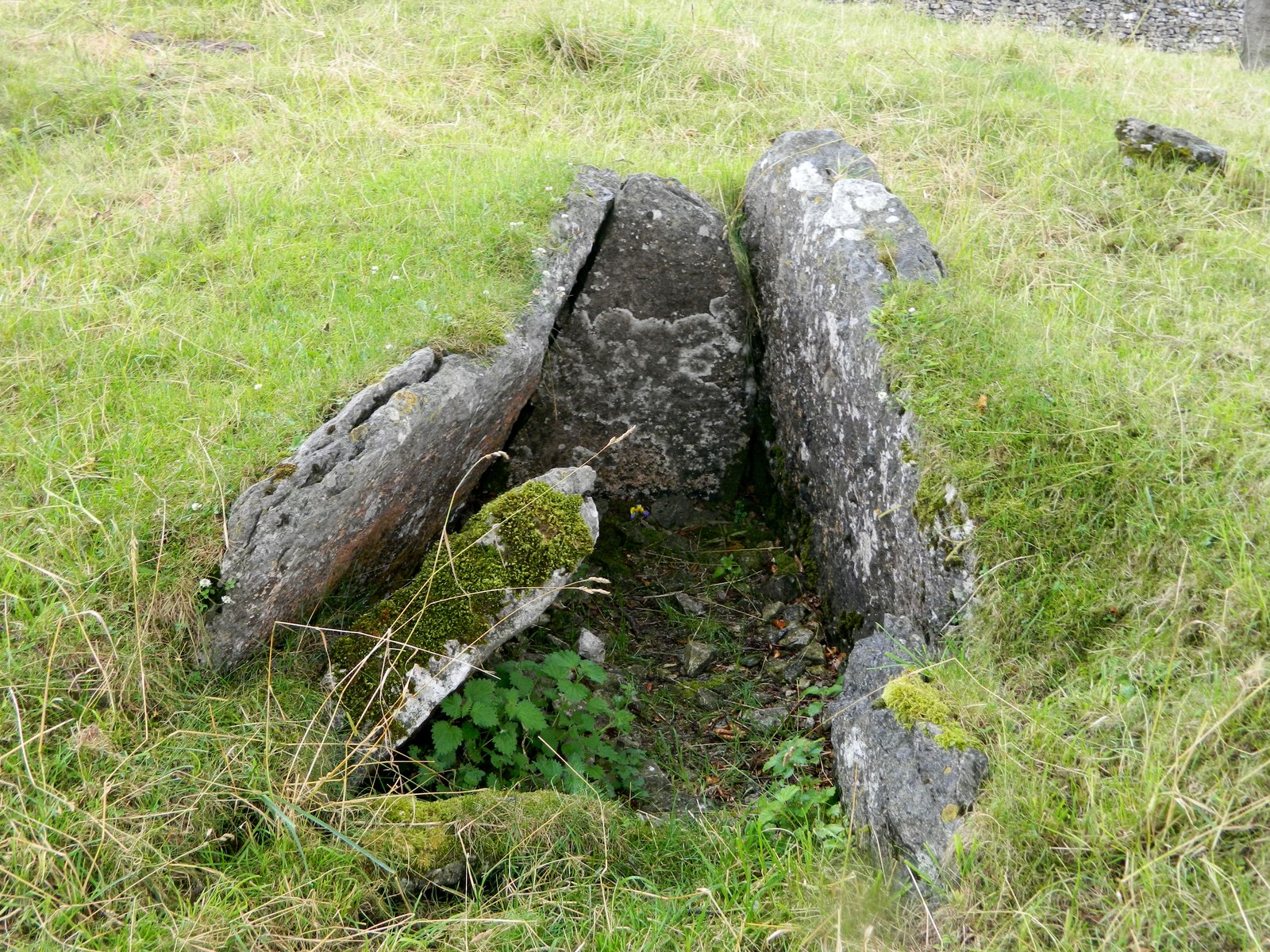
Steinkiste

Vermutlich ist die neolithische Kammer 1, die in der Mitte des Erdwalls liegt, Teil der anfänglichen Phase des Denkmals, dem weitere Kammern und ein Erdwall hinzugefügt wurden. Die Bestattungen und Einäscherungen müssen während der Bronzezeit und in der römischen Periode erfolgt sein. Die Anlage besteht aus einer west-östlich und mehreren nord-südlich ausgerichteten Kammern, von denen noch zwei ihre übergroßen Decksteine aufweisen, während die anderen stark beschädigt sind. Kammer 1 war im originalen Zustand tiefer, musste aber mit Kies aufgefüllt werden, um den Zusammenbruch zu verhindern. Die Anlage ähnelt ansonsten sehr der Steinkiste von Knockmaree in Irland.
Zwei runde Grabhügel (Typ Bowl-Barrow) liegen in der Nähe. Das Kammergrab von Green Low liegt nördlich von Aldwark. 